# Gil González de San Nicolás
Gil González de San Nicolás (Ávila, 1527-Lima, fines del siglo xvi) fue un religioso dominico español que protegió los derechos de los pueblos indígenas de Chile.

## Biografía
Llegó a Perú con la expedición de Pedro de la Gasca en 1547, y en Lima ingresó al convento del Rosario. En 1553 fue nombrado vicario de Nación, que le otorgaba autoridad para fundar conventos y recibir religiosos en Chile.
En 1556 se embarcó junto al nuevo gobernador García Hurtado de Mendoza hacia Chile. Opuesto a la guerra de Arauco y a las condiciones en que se hacía, Gil González de Nicolás intentó aconsejar a García Hurtado que fuera primero a Santiago para resolver los problemas con los nativos sometidos, y después intentase invitar a los sublevados, pero no fue escuchado. En zona de guerra, y luego de algunas matanzas de indígenas en Concepción redactó una Representación que denunciaba los tratos y actos de los soldados, y se dedicó a predicar entre las milicias, exponiendo sus razones. Volvió luego a Santiago, en donde fundó el convento de Santo Domingo.
A principios de 1558, cuando llegaron los sobrevivientes de las campañas araucanas, Gil González comenzó a predicar sobre la injusticia de la guerra y la obligación de restituir a los pueblos indígenas. Pronto tuvo que sufrir acusaciones en su contra, y lo llevaron a volver a Lima para plantear la problemática ante sus superiores dominicos, el virrey del Perú y la Real Audiencia de Lima.
En marzo de 1559 la Audiencia dictaminó a su favor, pero Gil González quedó retenido en Lima, por voluntad del virrey, hasta el nombramiento de su amigo Francisco de Villagra como gobernador de Chile. De vuelta en la zona de guerra, en Cañete comenzó su práctica de devolver a la libertad de los prisioneros para garantizar la paz, pero esto terminó luego de una sublevación indígena.
Ante esta situación, Gil González volvió a Santiago, en donde continuó predicando en contra de la opresión de los naturales, lo que reavivó acusaciones en su contra. En 1563 abandonó Santiago para retornar a Lima.